# Титизян, Серож
Серож Титизян (арм. Սերոժ Թիթիզյան; род. 1 февраля 2000, Краснодар) — армянский и французский футболист, полузащитник клуба «Йоника».

## Карьера

### Начало карьеры
Воспитанник футбольной академии французского клуба «Мец». В июле 2019 года футболист присоединился к французскому клубу «Саргемин», вместе с которым стал выступать в пятом дивизионе французской футбольной системы. Дебютировал за клуб футболист 24 августа 2019 года в матче против клуба «Бисайм», выйдя на поле в стартовом составе. Однако закрепиться в основной команде французского клуба у футболист не вышло, проведя за сезон всего лишь 3 матча в рамках чемпионата, результативными действиями не отличившись, в январе 2020 года покинув клуб. В конце января 2020 года футболист присоединился к французскому клубу «Вандёвр». Однако за клуб футболист так и не дебютировал из-за приостановки чемпионата.

### «Арарат» Ереван
В октябре 2020 года футболист перешёл в ереванский «Арарат». Футболист сразу же отправился выступать за вторую команду армянского клуба. Дебютировал за клуб 19 октября 2020 года в матче против клуба «Ширак-2», выйдя на поле в стартовом составе и отличившись дебютным забитым голом. Дебютный матч за основную команду клуба футболист сыграл 21 ноября 2020 года против клуба «Алашкерт», выйдя на замену на 78 минуте. В матче 8 декабря 2020 года за вторую команду клуба против клуба «Лернаин Арцах» футболист отличился дублями из забитых голом и результативных передач. Вместе с клубом футболист стал обладателем Кубка Армении, где в финале 15 мая 2021 года победили клуб «Алашкерт». На протяжении сезона футболист был преимущественно игроком второй команды клуба, за которую успел отличиться 13 забитыми голами и 5 результативными передачами. По окончании сезона футболист покинул ереванский клуб.

### ЦСКА Ереван
В июле 2021 года футболист присоединился к ереванскому ЦСКА. Дебютировал за клуб футболист 30 июля 2021 года в матче против клуба «Пюник», выйдя на поле в стартовом составе. Футболист смог быстро закрепиться в основной команде ереванского клуба, чередуя матчи в стартовом составе и со скамейки запасных. Однако в октябре 2021 года футболист покинул клуб, расторгнув контракт по соглашению сторон. За этот период футболист сыграл за армянский клуб 7 матчей во все турнирах, результативными действиями не отличившись.

### «Кэрьенг»
В январе 2022 года футболист перешёл в люксембургский клуб «Кэрьенг». По итогу дебютного сезона футболист вместе с клубом стал серебряным призёром чемпионата, получив повышение в высший дивизион. Дебютный матч в люксембургском чемпионате футболист сыграл 7 августа 2022 года против клуба «Вильц», выйдя на поле в стартовом составе. Первым забитым голом в сезоне футболист отличился 11 сентября 2022 года в матче против клуба «УНА Штрассен», также записав на свой счёт голевую передачу. На протяжении сезона футболист был в клубе одним из основных игроков клуба, отличившись 2 забитыми голами и 4 результативными передачами.

### ЦСКА Ереван
В августе 2023 года футболист перешёл в ереванское ЦСКА на правах свободного агента. Первый матч за клуб футболист сыграл 25 августа 2023 года против ереванского «Арарата», выйдя на замену на 85 минуте и отличившись дебютной результативной передачей. Дебютный гол за клуб футболист 24 сентября 2023 года в матче против клуба «Ван». Футболист смог быстро закрепиться в основной команде ереванского клуба, отличившись за первую половину сезона забитым голом и 5 результативными передачами. В начале 2024 года футболист покинул армянский клуб.

### «Джойезе»
В феврале 2024 года футболист перешёл в итальянский клуб «Джойезе». Дебютировал за клуб футболист 4 февраля 2023 года в матче против клуба «Иджея Виртус», выйдя на поле в стартовом составе. Первым результативным действием за клуб футболист отличился 18 февраля 2024 года в матче против клуба «Реджо Калабрия», отдав голевую передачу. Дебютным забитым голом за клуб футболист отличился 10 марта 2024 года в матче против клуба «Сан-Лука».

## Международная карьера
В марте 2021 года футболист получил вызов в молодёжную сборную Армении. Дебютировал за сборную 26 марта 2021 года в товарищеском матче против сборной Беларуси, также забив свой дебютный гол. В июне 2021 года вместе со сборной отправился на квалификационные матчи молодёжного чемпионата Европы.

## Достижения
«Арарат» Ереван
- Обладатель Кубка Армении: 2020/21